# Eretria (Tesalia)
Eretria (en griego, Ερέτρια) es el nombre de una antigua ciudad griega de Tesalia.
Estrabón la sitúa en el distrito de Ftiótide, en la región de Farsalo, pero no da ninguna indicación adicional sobre su situación exacta.
Eretria es citada en el marco de la segunda guerra macedónica, que menciona que fue una de las ciudades devastadas por Filipo V de Macedonia el año 198 a. C. y también el lugar donde, en el año 197 a. C., el ejército romano, bajo el mando de Tito Quincio Flaminino, acampó durante su travesía entre Feras y Escotusa.